# Canoagem nos Jogos Olímpicos de Verão de 2016 - Slalom K-1 masculino

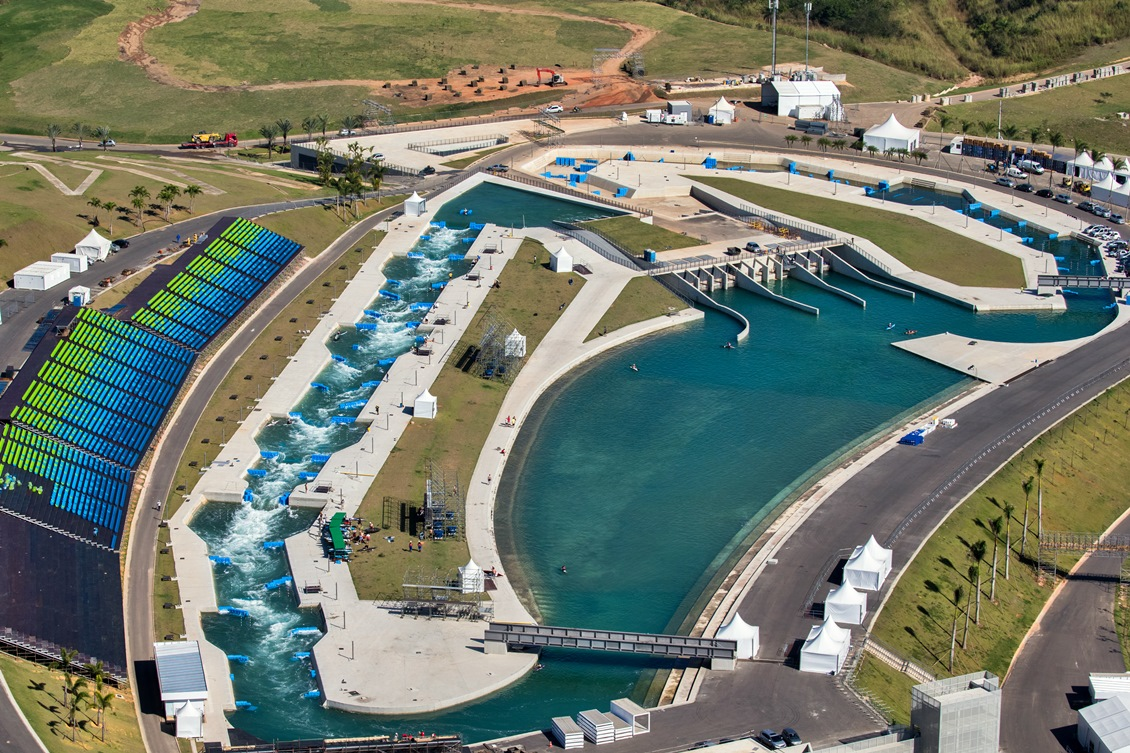
Centro Olímpico de Deodoro

A competição do slalom K-1 masculino  da canoagem nos Jogos Olímpicos de Verão de 2016 realizou-se nos dias 7 e 10 de agosto no Estádio de Canoagem Slalom.

## Calendário
Horário local (UTC-3)
| Dia          | Horário | Fase       |
| ------------ | ------- | ---------- |
| 7 de agosto  |         | Preliminar |
| 10 de agosto |         | Semifinal  |
| 10 de agosto |         | Final      |

## Medalhistas
| Ouro   | GBR Joseph Clarke |
| Prata  | SLO Peter Kauzer  |
| Bronze | CZE Jiří Prskavec |

## Resultados
| Pos.              | Canoísta                | Preliminar | Preliminar | Preliminar | Preliminar | Preliminar | Preliminar | Semifinal   | Semifinal   | Semifinal   | Final       | Final       | Final       |
| Pos.              | Canoísta                | Descida 1  | Pen.       | Descida 2  | Pen.       | Melhor     | Ordem      | Tempo       | Pen.        | Ordem       | Tempo       | Pen.        | Ordem       |
| ----------------- | ----------------------- | ---------- | ---------- | ---------- | ---------- | ---------- | ---------- | ----------- | ----------- | ----------- | ----------- | ----------- | ----------- |
| Medalha de ouro   | GBR Joseph Clarke       | 135.89     | 50         | 86.95      | 0          | 86.95      | 2          | 90.67       | 0           | 3           | 88.53       | 0           | 1           |
| Medalha de prata  | SLO Peter Kauzer        | 91.11      | 2          | 96.88      | 2          | 91.11      | 12         | 91.01       | 0           | 4           | 88.70       | 0           | 2           |
| Medalha de bronze | CZE Jiří Prskavec       | 88.71      | 2          | 101.18     | 1          | 88.71      | 7          | 90.62       | 0           | 2           | 88.99       | 2           | 3           |
| 4                 | GER Hannes Aigner       | 90.33      | 2          | 87.31      | 0          | 87.31      | 3          | 91.87       | 0           | 6           | 89.02       | 0           | 4           |
| 5                 | SVK Jakub Grigar        | 89.16      | 0          | 87.85      | 2          | 87.85      | 4          | 88.84       | 0           | 1           | 89.43       | 0           | 5           |
| 6                 | BRA Pepe Gonçalves      | 88.48      | 2          | 90.61      | 2          | 88.48      | 5          | 95.68       | 2           | 10          | 91.54       | 0           | 6           |
| 7                 | ITA Giovanni De Gennaro | 86.85      | 0          | 90.74      | 2          | 86.85      | 1          | 95.59       | 2           | 9           | 91.77       | 0           | 7           |
| 8                 | FRA Sébastien Combot    | 89.13      | 0          | 88.94      | 0          | 88.94      | 9          | 94.59       | 0           | 8           | 92.55       | 2           | 8           |
| 9                 | RUS Pavel Eigel         | 96.72      | 0          | 88.57      | 0          | 88.57      | 6          | 92.43       | 0           | 7           | 92.62       | 2           | 9           |
| 10                | NZL Michael Dawson      | 88.91      | 0          | 90.86      | 0          | 88.91      | 8          | 91.47       | 0           | 5           | 93.07       | 0           | 10          |
|                   |                         |            |            |            |            |            |            |             |             |             |             |             |             |
| 11                | JPN Kazuki Yazawa       | 92.23      | 2          | 98.08      | 6          | 92.23      | 14         | 97.19       | 0           | 11          | Não avançou | Não avançou | Não avançou |
| 12                | USA Michal Smolen       | 92.96      | 0          | 90.13      | 0          | 90.13      | 10         | 97.87       | 2           | 12          | Não avançou | Não avançou | Não avançou |
| 13                | AUT Mario Leitner       | 93.29      | 2          | 93.89      | 2          | 93.29      | 15         | 100.25      | 4           | 13          | Não avançou | Não avançou | Não avançou |
| 14                | AZE Jure Meglič         | 95.12      | 2          | 90.70      | 0          | 90.70      | 11         | 145.00      | 52          | 14          | Não avançou | Não avançou | Não avançou |
| 15                | SWE Isak Öhrström       | 92.37      | 2          | 91.43      | 0          | 91.43      | 13         | 156.77      | 54          | 15          | Não avançou | Não avançou | Não avançou |
|                   |                         |            |            |            |            |            |            |             |             |             |             |             |             |
| 16                | CAN Michael Tayler      | 105.66     | 6          | 93.47      | 0          | 93.47      | 16         | Não avançou | Não avançou | Não avançou | Não avançou | Não avançou | Não avançou |
| 17                | AUS Lucien Delfour      | 94.30      | 2          | 138.72     | 50         | 94.30      | 17         | Não avançou | Não avançou | Não avançou | Não avançou | Não avançou | Não avançou |
| 18                | POL Maciej Okręglak     | 96.73      | 6          | 94.44      | 2          | 94.44      | 18         | Não avançou | Não avançou | Não avançou | Não avançou | Não avançou | Não avançou |
| 19                | CHN Tan Ya              | 100.62     | 2          | 101.34     | 4          | 100.62     | 19         | Não avançou | Não avançou | Não avançou | Não avançou | Não avançou | Não avançou |
| 20                | NGR Jonathan Akinyemi   | 107.49     | 2          | 104.59     | 2          | 104.59     | 20         | Não avançou | Não avançou | Não avançou | Não avançou | Não avançou | Não avançou |
| 21                | COK Bryden Nicholas     | 105.18     | 6          | 125.64     | 2          | 105.18     | 21         | Não avançou | Não avançou | Não avançou | Não avançou | Não avançou | Não avançou |